# Moqueur chat
Dumetella carolinensis
Genre
Espèce
Statut de conservation UICN

 LC  : Préoccupation mineure
Répartition géographique
- zone de nidification
- présence permanente
- voie migratoire
- aire d'hivernage

Le Moqueur chat (Dumetella carolinensis) est une espèce de passereaux de la famille des Mimidae, l'unique représentante du genre Dumetella. Il constitue avec le Moqueur noir une base des Mimidae.
Il doit son nom à certains de ses chants, qui peuvent ressembler à des miaulements de chat.

## Dénomination
Son nom scientifique vient du latin dumetum signifiant "fourré" et de la Caroline.

## Description
Le moqueur chat pèse entre 23 et 56 g pour une longueur comprise entre 21 et 24 cm, et est presque entièrement gris. Le dessus de la tête est d'un gris plus foncé que le reste du corps, le dessous de la queue est rouille et les rectrices sont noires bordées de blanc pour certaines. Ses ailes sont assez courtes et rondes, son bec est court et fin, ses yeux sont noirs, tout comme ses pattes.
La femelle est identique au mâle, tandis que les juvéniles ont des dessous bruns ou gris foncé.

### Chant et vocalisations
Le moqueur chat possède trois appels différents, incluant son fameux miaulement, ainsi qu'un quirt et un bruyant chek-chek-chek.

## Répartition et habitat

### Répartition
Originaire des régions tempérées à l'est des Montagnes Rocheuses en Amérique du Nord, cet oiseau migre en saison froide vers le sud-est des États-Unis, le Mexique, l'Amérique centrale et les Caraïbes.
Il a déjà été observé en Europe en tant qu'oiseau rare à au moins 6 reprises.

### Migration
La majorité des populations de moqueurs chat sont migratoires.
Les populations du nord-ouest des États-Unis se dirigent d'abord vers l'est avant de descendre au sud vers leurs quartiers d'hiver, évitant ainsi les Rocheuses.

### Habitat
Le moqueur chat apprécie les zones avec des buissons denses, ainsi que les forêts et leurs lisières. Il évite généralement les conifères et les pâturages. Il s'adapte très mal aux zones urbaines et aux parcs.
Durant sa migration et son hivernage, il fréquente plus souvent les forêts.

## Écologie et comportement

### Alimentation
Le moqueur chat se nourrit d'insectes, notamment les fourmis, les scarabées, des sauterelles ou encore des chenilles, ainsi que des petits fruits et baies.
Il trouve sa nourriture au sol ou dans le feuillage, n'attrapant que rarement des insectes au vol.

### Reproduction
Le moqueur chat commence la construction de son nid à la mi-avril dans le sud des États-Unis, jusqu'à début juin dans le nord de son aire de répartition. Le nid est généralement situé dans des arbustes ou des petits arbres, aux alentours de 1,5 m de hauteur. Il a une forme de bol, composé de 3 couches, deux faites de brindilles, feuilles et herbes et une plus douce contenant des herbes fines, des petites racines et des poils. 
Ses œufs sont turquoise, et sont pondus au rythme de 1 par jour ; chaque couvée compte en général entre 3 et 4 œufs, mais des couvées 1 à 5 œufs ont été observées. L'incubation est réalisée uniquement par la femelle, et dure entre 12 et 14 jours. Les jeunes sont ensuite nourris par les deux parents avant de quitter le nid entre 8 et 12 jours après éclosion, les parents continuant à les nourrir jusqu'à 12 jours après.

### Prédation et parasitisme
Le moqueur chat est victime du parasitisme du Vacher à tête brune, dont il rejette les œufs.

## Le moqueur chat et l'humain

### Conservation
Le moqueur chat est classé comme "préoccupation mineure" par l'UICN, au regard de sa grande aire de répartition et de sa population stable.

## Galerie

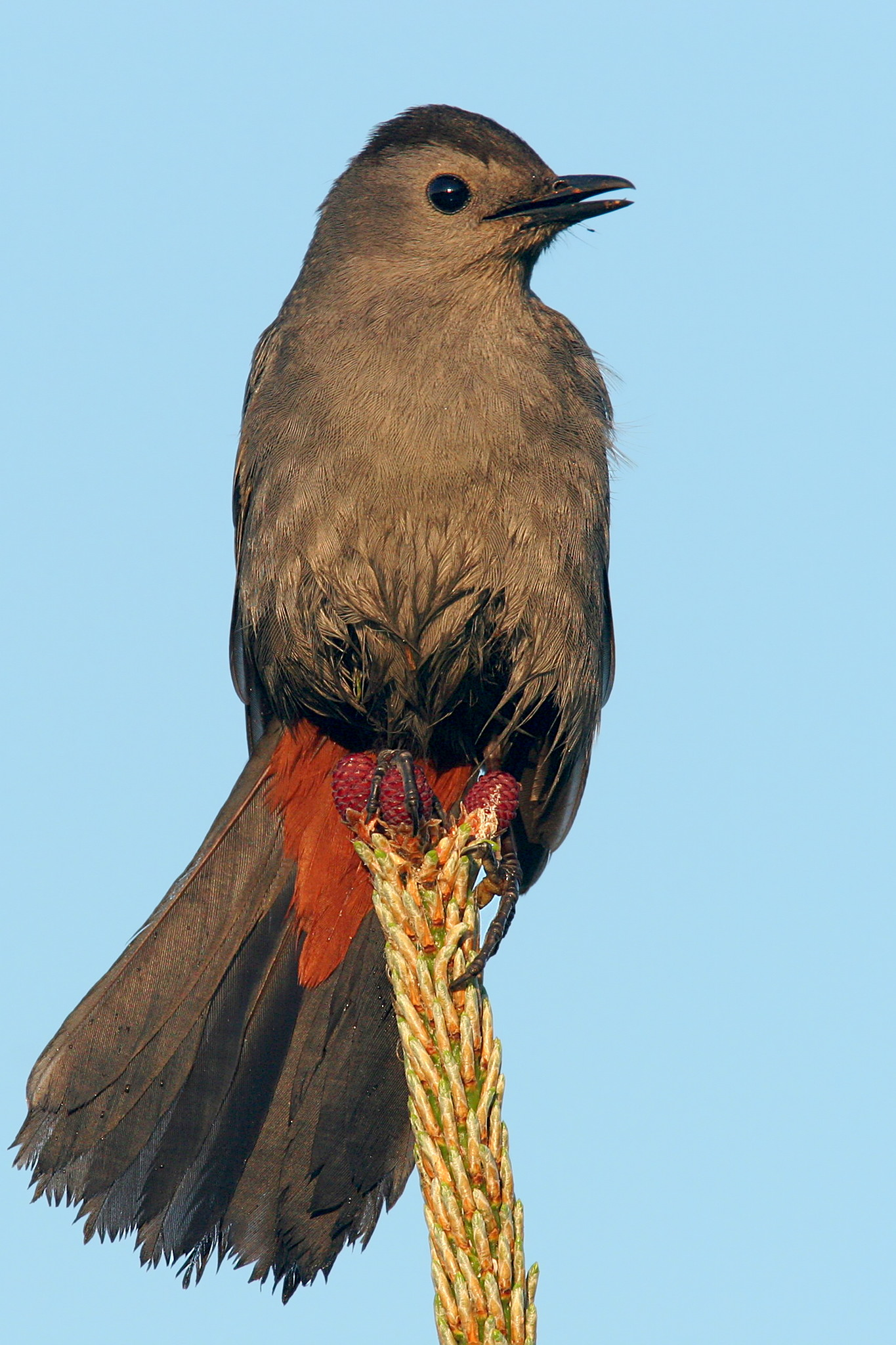
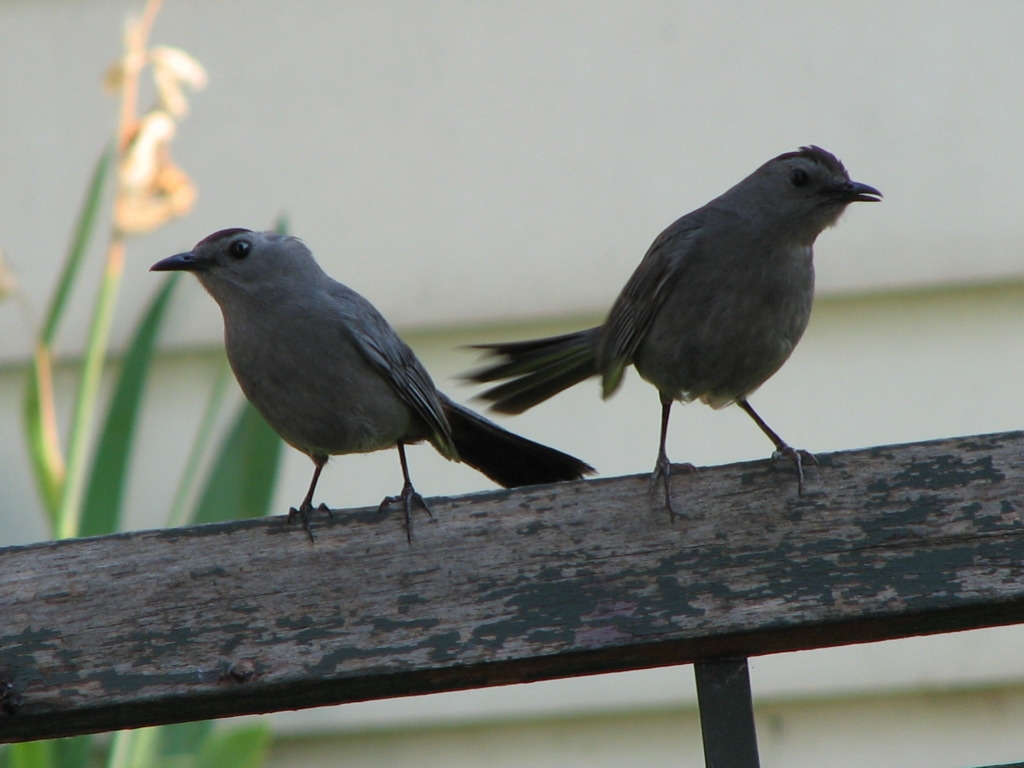
Mère et juvénile.
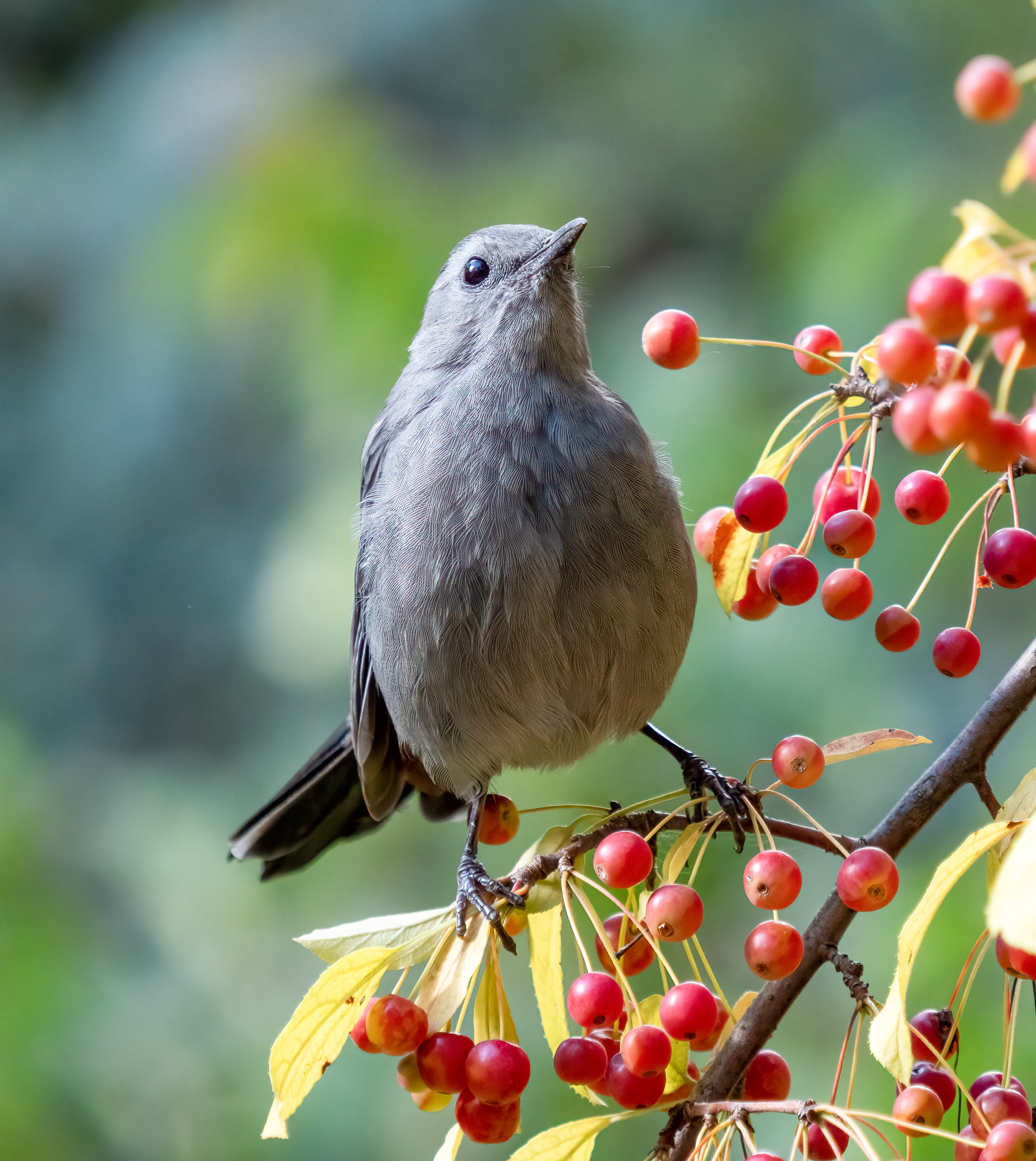
Un moqueur chat perché dans un pommier à fleurs à Central Park, (New York).
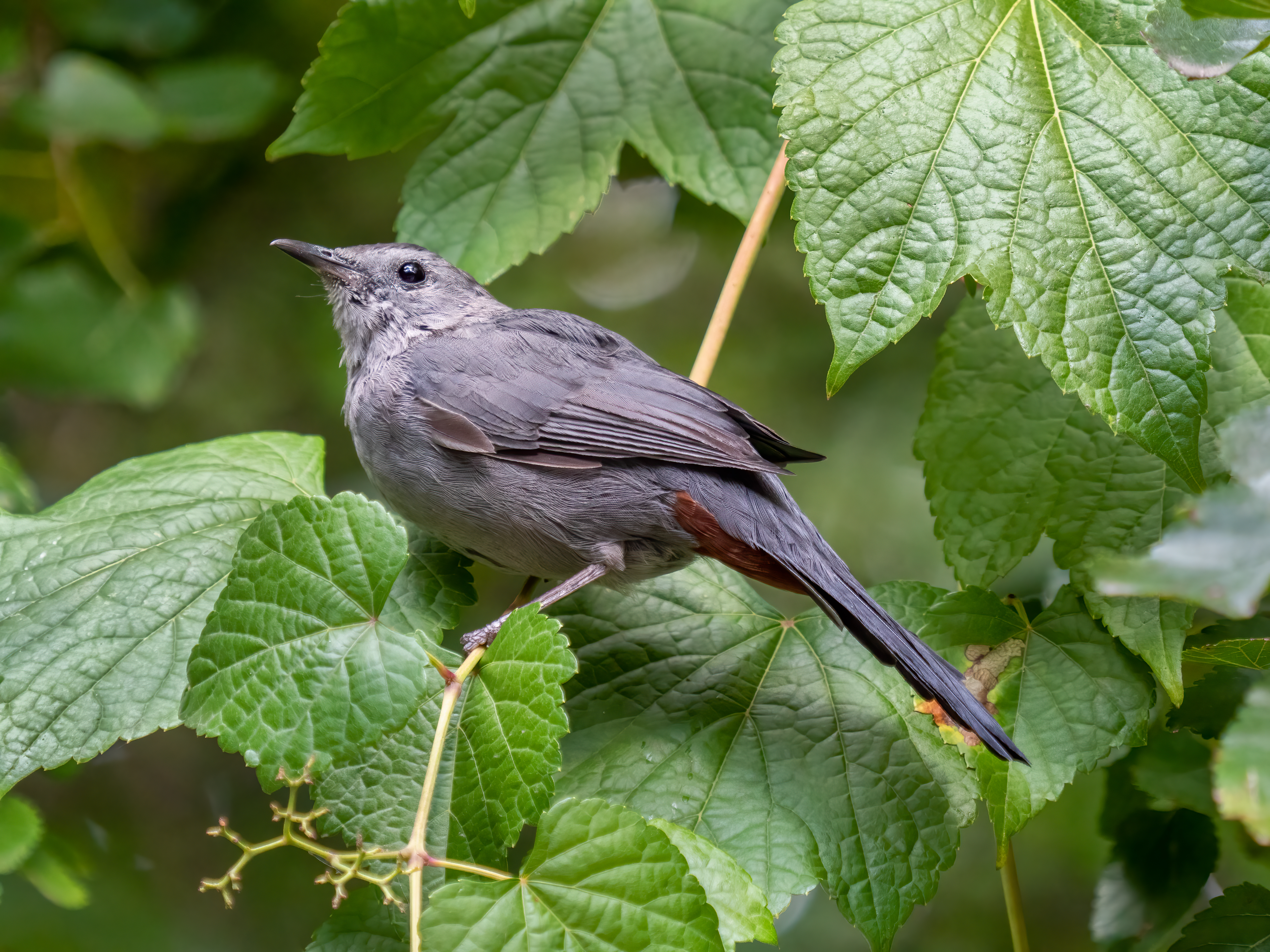
Un moqueur chat à Prospect Park, (New York).
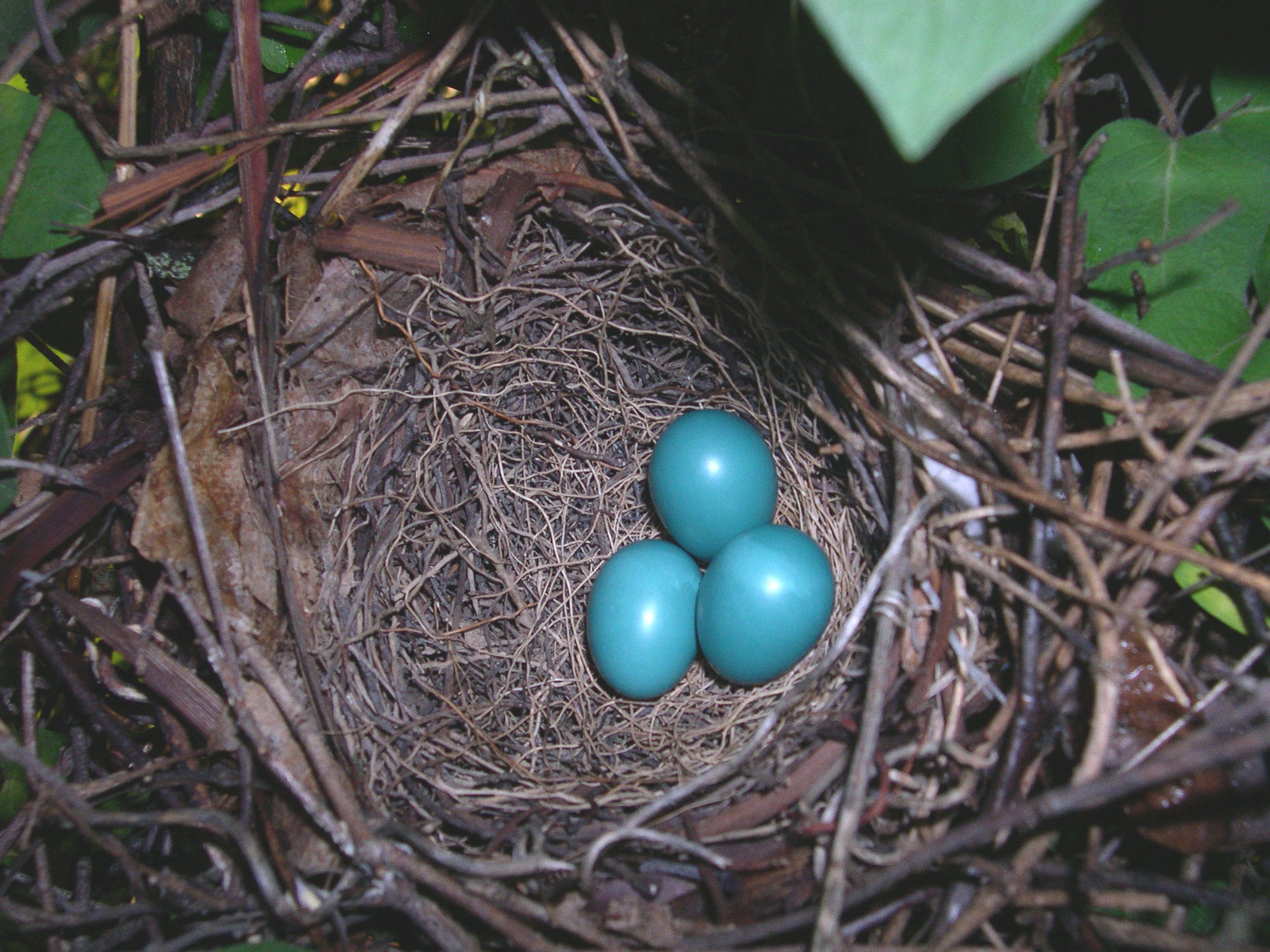
Un nid avec trois œufs.
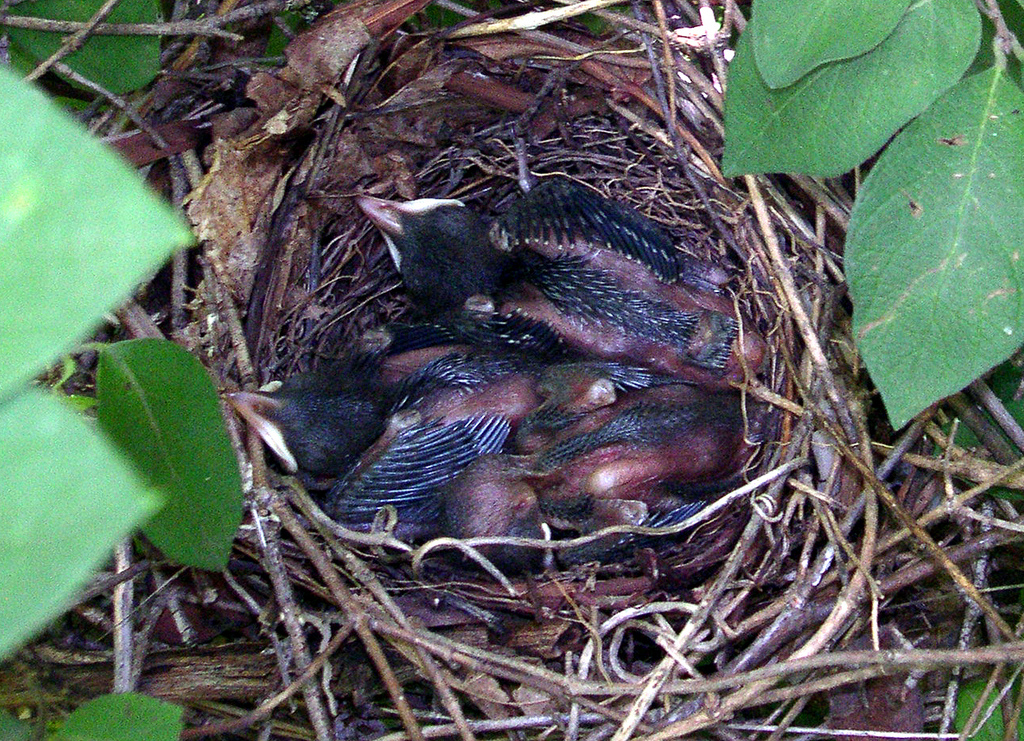
Oisillons au nid.
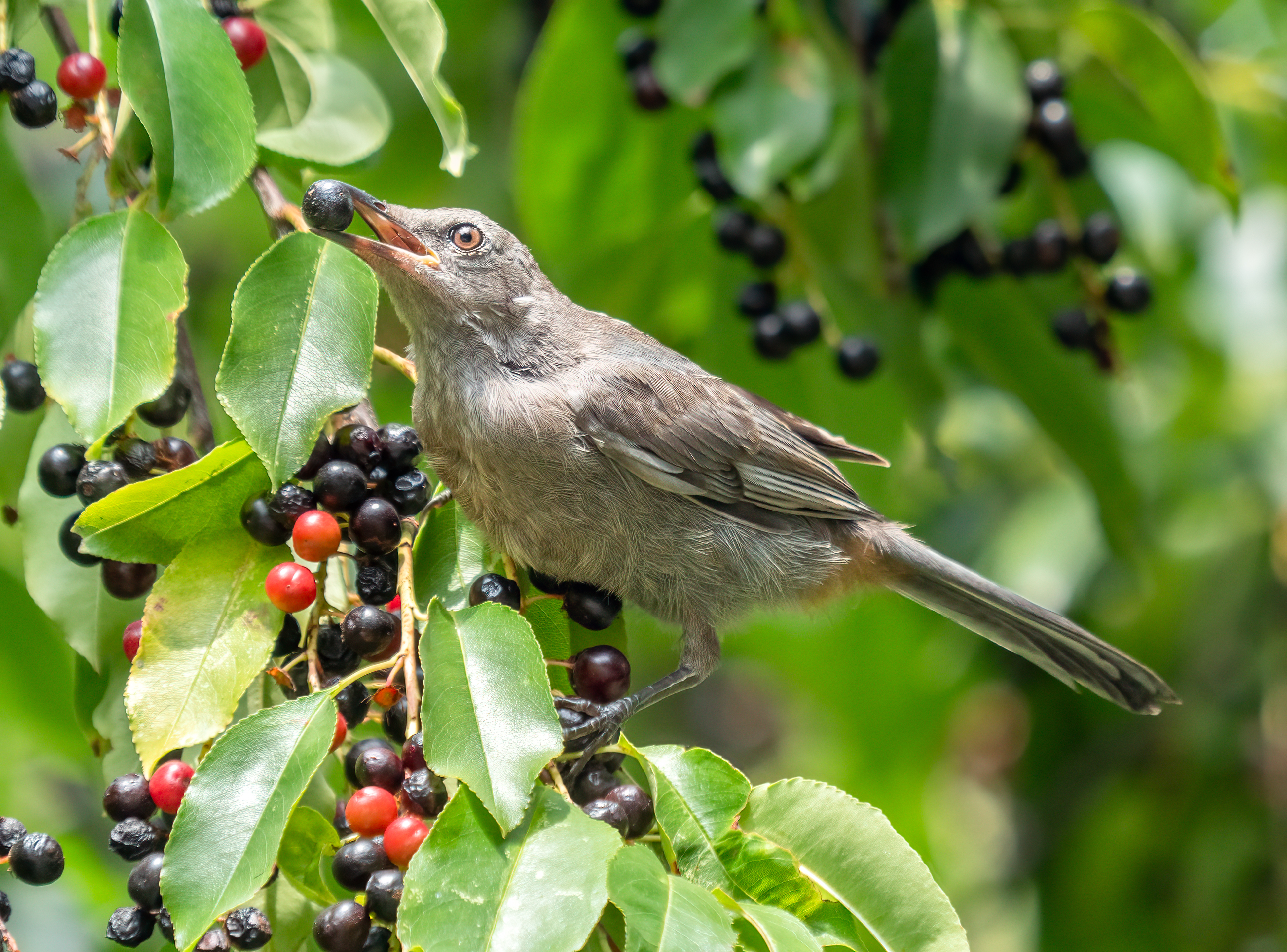
Un moqueur chat se restaurant des fruits d'un Aronia à Prospect Park, New York. Aout 2023.